# Distretto di Bulolo
Il distretto di Bulolo, in inglese Bulolo District, è un distretto della Papua Nuova Guinea appartenente alla Provincia di Morobe. Ha una superficie di 7.180 km² e 40.000 abitanti (stima nel 2000)